# Budrio
Budrio (AFI: /ˈbudrjo/; Bûdri in dialetto bolognese orientale) è un comune italiano di 18 439 abitanti della città metropolitana di Bologna in Emilia-Romagna.
Il paese è conosciuto in tutto il mondo per la sua ocarina, strumento musicale creato dal budriese Giuseppe Donati.

## Geografia fisica

### Clima
Di clima continentale, la 
Classificazione climatica è: zona E, 2291 GR/G.
La stazione meteorologica più vicina è quella di San Pietro Capofiume, dalla quale si attesta che la temperatura media del mese più freddo, gennaio, è di circa 2,4 °C, mentre quella del mese più caldo, agosto, si pone attorno ai 23,8 °C.
Mediamente, nel corso dell'anno si contano 77,1 giorni di gelo e 1,7 giorni di ghiaccio.

## Origini del nome
Il toponimo Budrio deriva dalla voce prelatina Butrium ("burrone, scarpata"), che deriva a sua volta dal greco βόθρος, "fossa".

## Storia

### Dalle origini all'Unità d'Italia
Le origini di Budrio sono molto antiche. Sebbene il toponimo sembri celtico, la cittadina fu probabilmente fondata dagli Umbri, ma i segni di civilizzazione più antichi ancora riscontrabili sono di epoca romana. Il territorio comunale fu oggetto della cosiddetta "centuriazione", ossia venne suddiviso in appezzamenti di terreno concessi ai legionari romani per ricompensarli per i loro servigi. La struttura regolare, a linee rette e perpendicolari, della centuriazione è ancora ben visibile guardando la campagna di Budrio dall'aereo, perché i confini e i canali di irrigazione romani non sono mai stati del tutto abbandonati.
Da ritrovamenti effettuati nei dintorni, si ritiene che la fondazione del nucleo originario della Budrio moderna risalga al X-XI secolo. La chiesa di San Lorenzo era già funzionante nel 1146.
La ricostruzione di Budrio fu voluta dal cardinale Egidio Albornoz nel XIV secolo in forma di castello. Sono di questo periodo i due Torrioni di NO e di SO, a pianta trapezoidale, edificati nel 1376. L'unico tratto superstite delle mura trecentesche è visibile presso Piazza Matteotti. I Torrioni di NE e di SE, di pianta circolare, furono eretti nel secolo seguente, nell'allargamento della cinta muraria, che comprese nel Castello il Borgo, e che fu completato agli inizi del Cinquecento.

### Dall'Unità d'Italia ad oggi
A Budrio è nato Giuseppe Barilli (1812), che con lo pseudonimo di Quirico Filopanti verrà nominato nel 1860 Professore di Meccanica e Idraulica all'Università di Bologna. È noto per l'invenzione dei fusi orari, benché molte fonti non attribuiscano a lui questa importante innovazione, ma la sua importanza maggiore è certamente quella di uomo politico. Filopanti è stato infatti un fervente patriota, era amico personale sia di Garibaldi che di Mazzini, e con entrambi partecipò alla Repubblica Romana (1949), di cui fu Segretario. Raggiunta l'Unità fu più volte parlamentare a Roma. Filopanti si spense nel 1894. Ai suoi funerali accorse una quantità straordinaria di pubblico, e presero la parola esponenti politici di rilievo nazionale, a partire da Andrea Costa, il primo deputato socialista della storia italiana. La piazza principale del paese natale, Budrio, venne intitolata a Filopanti, e vi venne eretta una statua in bronzo ad opera dello scultore Tullo Golfarelli.
Sempre a Budrio, il 16 gennaio 1881, nasce Ettore Guizzardi, noto per aver partecipato, al fianco del principe Scipione Borghese e del giornalista Luigi Barzini, al famoso Raid Pechino-Parigi come meccanico e pilota della mitica "Itala".
Il 27 dicembre 1899 all'antico ospedale "Umberto e Margherita" di Budrio venne eseguita la prima anestesia subaracnoidea in Italia, introdotta dal medico chirurgo Benedetto Schiassi.
Budrio salì alla ribalta della cronaca nera il 1º aprile 2017 per l'omicidio di Davide Fabbri, ad opera di Norbert Feher. Di Budrio merita di essere ricordato anche il Centro Protesi Inail, che venne portato alla ribalta mondiale dal direttore Johannes Schmidel fin dal 1965, con la realizzazione della prima mano mioelettrica pienamente funzionante al mondo. Da allora il Centro Protesi Inail di Vigorso (la frazione di Budrio in cui si trova il centro) è sempre rimasta all'avanguardia mondiale nel settore della protesica. Fra gli altri, hanno avuto le loro protesi dal Centro Inail grandi campioni come corridore, poi atleta paraolimpico, Alex Zanardi, e, più recentemente, la schermitrice Bebe Vio.

### Simboli
Lo stemma del Comune di Budrio ha radici antiche ma è stato approvato ufficialmente solo il 10 marzo 1932 con decreto del capo del governo.
Un tempo l'emblema era completato dal motto latino Utriusque Comunitatis ("Entrambi i Comuni") a testimoniare che il paese era diviso in due amministrazioni distinte che avevano il medesimo sigillo, e che mantennero, per secoli, le rispettive denominazioni di "Budrio dentro" e "Budrio fuori". Il leone e il capo d'Angiò, segno distintivo della fazione guelfa, sono riferimenti dell'appartenenza di Budrio all'antico contado di Bologna.
Il gonfalone in uso è un drappo rettangolare di rosso, terminante in tre pendoni, caricato in centro del leone d'oro dello stemma, senza scudo, accompagnato nell'angolo sinistro del capo dall'iscrizione budrio d'oro; con il capo d'argento, caricato di un lambello di quattro pendenti alternati a tre gigli d'oro; il drappo è unito al bilico mediante quattro merli quelfi. Il bozzetto che accompagna il decreto di riconoscimento invece riproduce un drappo di rosso, caricato dello stemma comunale munito dei suoi ornamenti, con il capo d'azzurro, carico di tre gigli d'oro, ordinati in fascia ed alternati ai quattro denti di un lambello di rosso.

## Monumenti e luoghi d'interesse
Il MiBACT recensisce 65 beni architettonici tutelati nel comune, ai quali si aggiungono quelli senza tutele.

### Architetture religiose

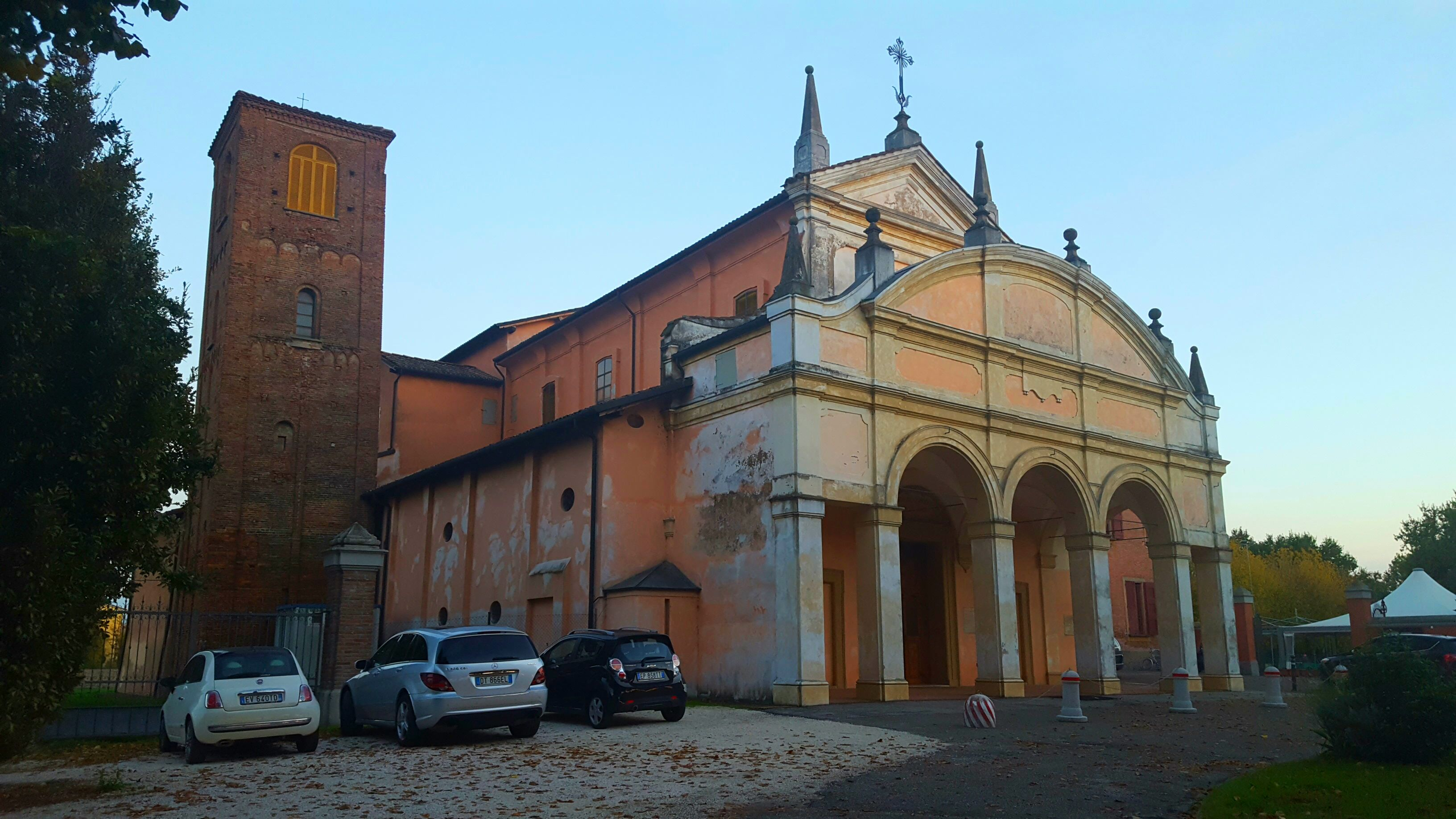
Pieve Di Budrio

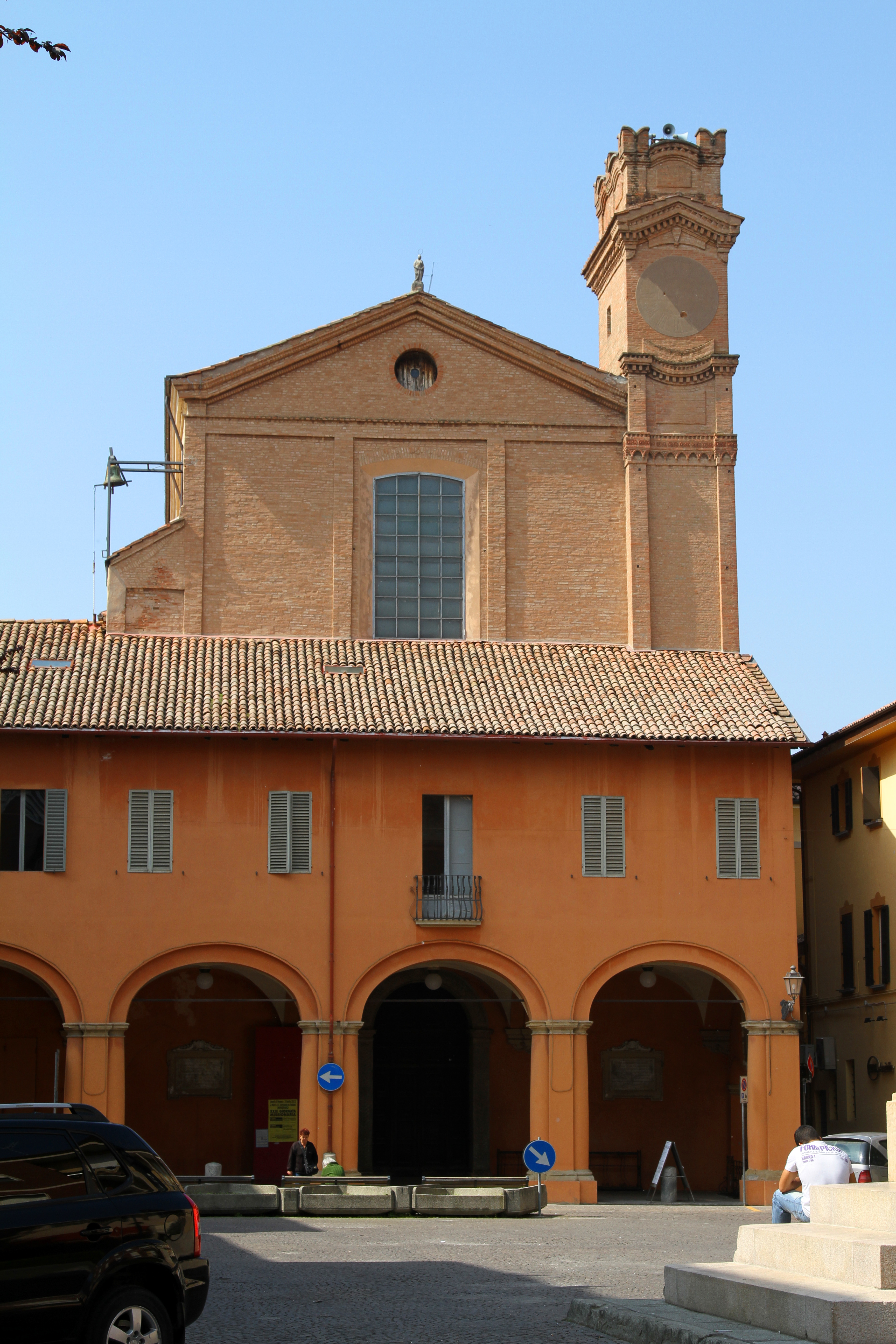
Chiesa di San Lorenzo Martire

- Chiesa dei Santi Gervasio e Protasio, anche nota come pieve di Budrio. Si tratta di un luogo di culto la cui fondazione risale al 401[14]. Il suo aspetto è neoclassico mentre il campanile è romanico. Già nel porticato d'ingresso colpisce il gran numero di lapidi sepolcrali risalenti addirittura all'epoca romana. Appena entrati, sulla sinistra, è conservata una croce in pietra decorata dell'inizio del IX secolo, uno dei reperti più antichi di questo tipo che si conoscano. In sacrestia, si può ammirare il dipinto raffigurante Madonna e Santi di Gaetano Gandolfi. Durante recenti lavori di ristrutturazione nelle cantine, è stata rinvenuta parte di un'antichissima cripta, con finestrelle a monofora.
- Chiesa di San Lorenzo Martire, ricostruita nel XVII secolo e terminata su progetto di Torreggiani.
- Chiesa di Santa Margherita
- Chiesa di Sant'Agata
- Chiesa di San Michele Arcangelo, nella frazione di Mezzolara

Inoltre: oratorio di San Francesco alla Riccardina, oratorio di Santa Maria del Borgo, oratorio di San Pietro, Chiesa di San Salvatore, Santa Maria Annunziata di Vedrana, convento di San Francesco con annessa Chiesa della Santa Famiglia di Nazaret, chiesa di San Lorenzo di Prunaro, chiesa di Santa Maria delle Creti, ex oratorio di San Zenone, chiesa di Santa Maria Maddalena di Cazzano, chiesa di San Domenico, chiesa di San Gregorio Magno, chiesa di San Marco di Vigorso, chiesa della Beata Vergine delle Grazie dell'Olmo, chiesa dei Santi Giacomo e Biagio di Bagnarola, ex oratorio del Santissimo Sacramento e chiesa vecchia di Santa Maria e San Biagio.

### Architetture civili e militari
Di notevole interesse il complesso delle ville a Bagnarola, frazione a pochi chilometri a nord del capoluogo. La prima costruzione, il castello dei Bentivoglio, fu edificato tra il 1475 e il 1481 nel periodo di massimo splendore della signoria di Giovanni II Bentivoglio, ampliando la già esistente rocca del 1390 e detta del Poledrano, dal nome della località Ponte Poledrano adiacente al Navile.
I caratteri sono quelli di una delizia rinascimentale, una dimora di campagna senza preoccupazioni difensive eccessive. La pianta è quadrata, dalle finestre ampie, dal vasto e luminoso cortile, dalle accoglienti stanze con annessi servizi e stalle.

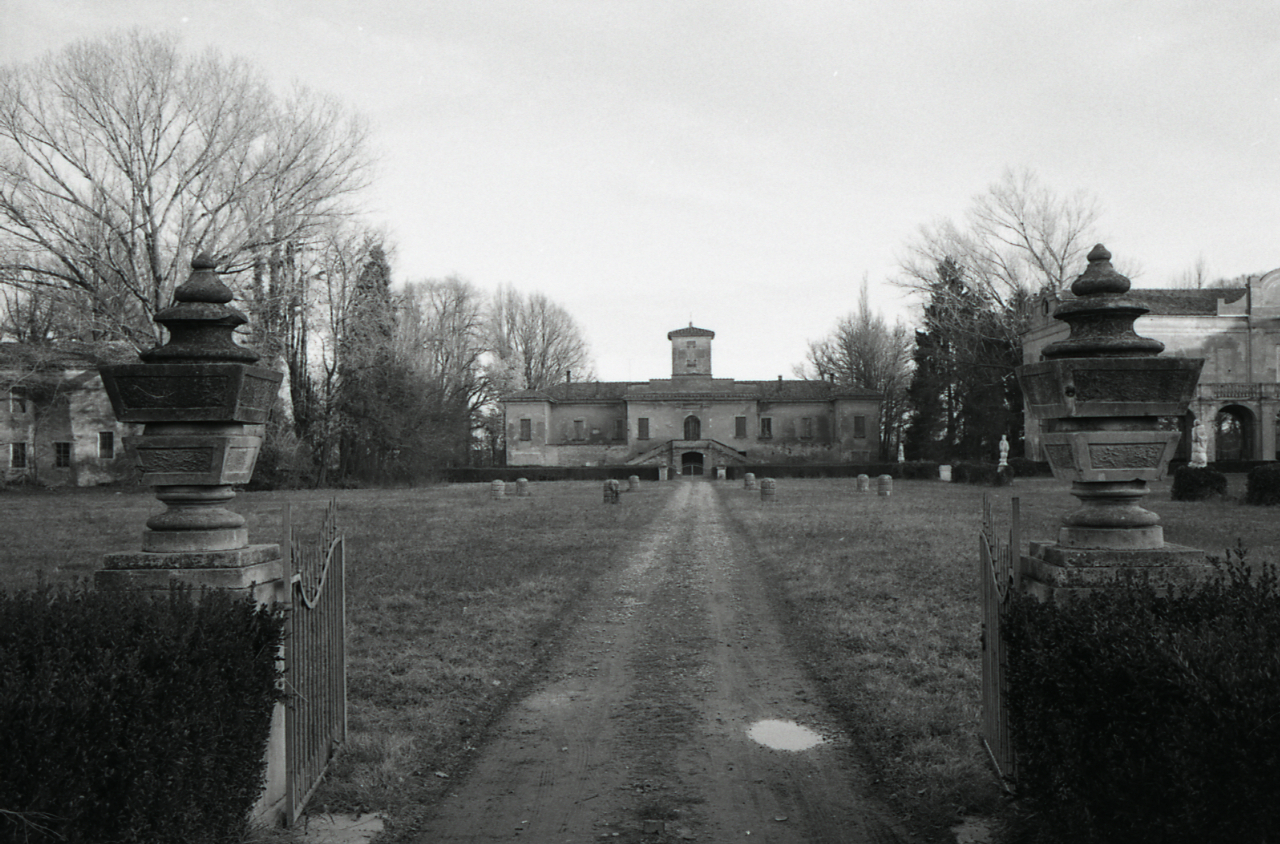
Villa Malvezzi Campeggi a Bagnarola. Foto di Paolo Monti, 1965

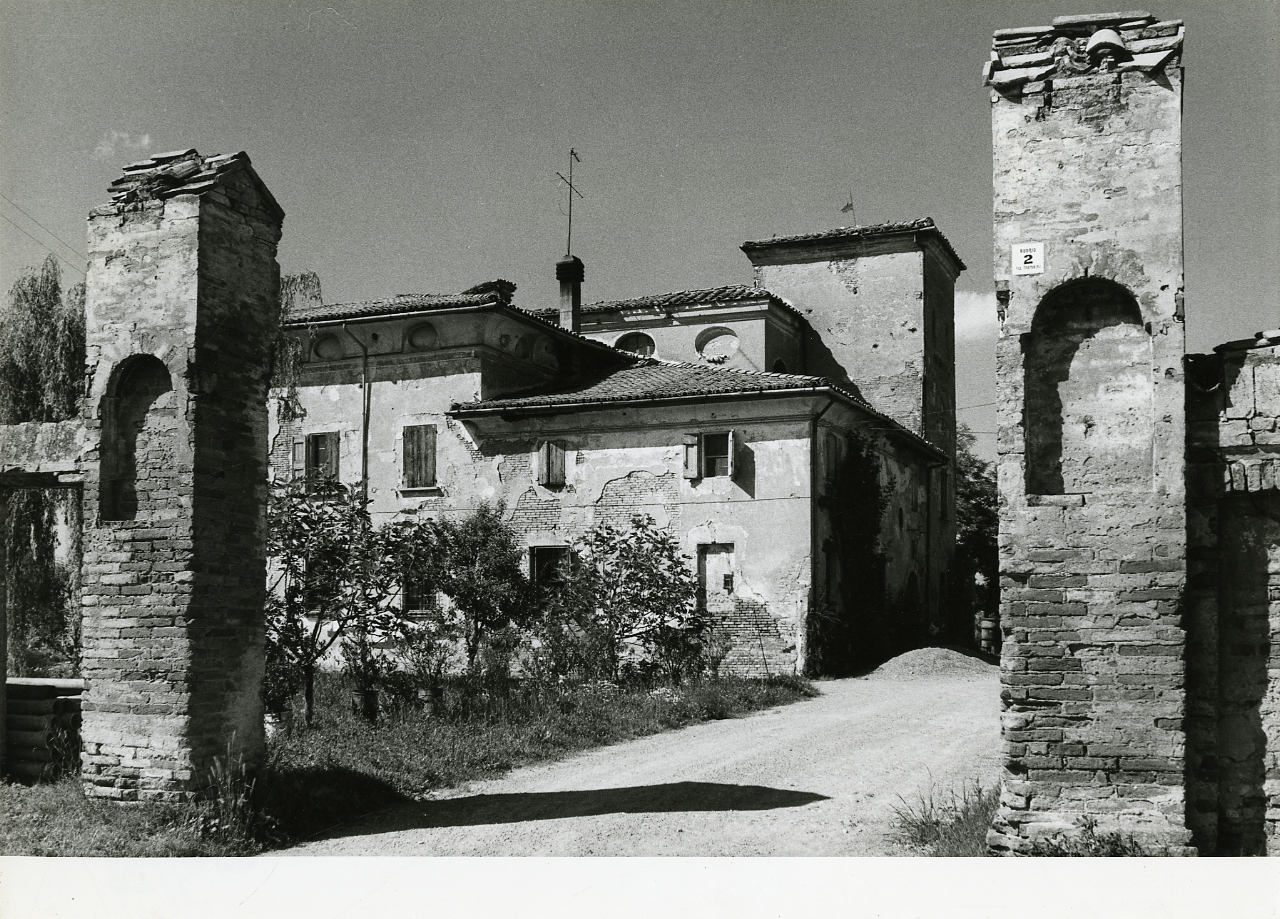
Casa rurale. Foto di Paolo Monti, 1974

Dal castello partiva un viale che conduceva al Casino che Aurelio Malvezzi fece costruire nel 1623 su un preesistente nucleo appartenente ai Cospi, a cui furono aggiunti la cappella di Sant'Anna (semidistrutta) e il teatro dei Bibiena (distrutto a inizio Ottocento a causa di un incendio).
Il complesso principale fu trasformato nel 1737 nel Floriano (dal nome del committente) per opera di Alfonso Torreggiani con le tipiche linee neoclassiche particolarmente accentuate nella facciata rivolta a sud e arricchita dallo splendido scalone d'ingresso.
Presso il castello si erge Villa Ranuzzi Cospi, edificata nel XVIII secolo.

#### Altri palazzi e ville
L'attuale Palazzo Comunale fu edificato nel suo corpo nel XV secolo ma non aveva lo stile neo-gotico che gli si può apprezzare attualmente. Fino a gran parte del XIX secolo si trattava di un palazzone privo di particolari pregi e fu a lungo adibito a convento. Fu dopo l'Unità, e precisamente negli anni Ottanta del XIX secolo che gli amministratori decisero di dare una sede nuova e di maggior prestigio al Comune, ed è a questo scopo che l'ex (ormai) convento venne acquistato e profondamente ristrutturato. Lo stile chiaramente neo-gotico, da allora rimasto intatto, fu opera dell'ingegnere budriese Luigi Menarini, già curatore pochi anni prima del rifacimento nel medesimo stile della torre civica, con grande orologio, adiacente al palazzo comunale. Le cronache e i non pochi volumi sulla storia di Budrio -su tutti da ricordare quelli di Fedora Servetti Donati- specificano che per entrambi i lavori l'ingegner Menarini non volle alcun compenso. Meritano pure una menzione lo scalone dell'atrio d'ingresso del palazzo comunale e la magnifica sala del Consiglio Comunale, interamente affrescata coi simboli di tutte le frazioni del paese, ed i cui arredi furono disegnati personalmente da Alfonso Rubbiani, allora consigliere comunale a Budrio, destinato poi ad assurgere a maggior fama coi numerosi rifacimenti, sempre neo-gotici, di cui fu protagonista a Bologna, circa vent'anni dopo.
si trova accostato alla Torre dell'Orologio. 
Tra gli altri edifici civili tutelati si segnalano:
- Palazzo Grassi Mazzacurati
- Palazzo Sforza
- Palazzo dei Casoni
- Palazzo Malvezzi Campeggi (con fabbriche annesse, parco e terreni pertinenti)
- Palazzo Rusconi
- Palazzo Bentivoglio - Odorici e pertinenze
- Palazzo Ratta
- Palazzo Boriani della Noce
- Villa Ranuzzi Cospi e pertinenze
- Villa Paolucci delle Roncole e parco
- Villa Malvezzi Lupari
- Villa Giulia e pertinenze
- Villa Il Roccolo e pertinenze
- Villa Donini

#### Altre architetture
Il territorio comunale presenta altre architetture tutelate:
- Porta in terra cotta nel cortile e due camini in pietra in due sale
- Torre dell'antico Castello a Vedrana
- Ex Ospedale della Confraternita di Sant'Agata
- Casa rustica
- Casa con portico in via Felice Cavallotti n. 12
- Teatro consorziale di Budrio, Pinacoteca e Museo Civico annessi
- Corte Ca' Rossa e Oratorio dei Santi Dionisio e Luigi Gonzaga
- Corte di Mezzolara
- Istituto San Gaetano
- Casa adibita a Caserma dei Carabinieri
- Fondo Predio Donzone
- Ex Scuole elementari di Prunaro
- Ex Magazzini delle Sementi e pertinenza
- Ex Mulino "Il Molinetto" e pertinenze
- Casa rurale S. Mauro Valle
- Corte San Bartolomeo
- Tratti di mura del Castello (esistenti) e torri
- Scuola materna ed elementare di Mezzolara
- Scuola primaria Fedora Servetti Donati
- Parco, cappella e pertinenze di Palazzo Rusconi
- Sede Associazione corale Bellini
- Il Camerone
- Torri dell'Acqua
- Cimitero
- Cimitero di Maddalena di Cazzano
- Cimitero Comunale di Mezzolara
- Palazzina ex Pretura

### Siti archeologici
- Resti di un insediamento dell'Età del Bronzo . Provengono da scavi effettuati nel territorio di Budrio, in parte in zona Trebbo e in parte lungo il corso del fiume Idice, molti dei reperti villanoviani ora esposti nel Museo Archeologico Paleoambientale Elsa Silvestri.

### Parchi
- parco Papa Giovanni XXIII. Situato nella zona sportiva, questo è il parco più grande del capoluogo
- parco Alessandrini parco Gyula, fra la stazione dei treni e via Europa
- Parco Lina Merlin[16], si trova vicino alla stazione di Budrio.

### Aree naturali
Parte del territorio comunale è compreso nel sito di interesse comunitario e zona di protezione speciale "Biotopi e Ripristini ambientali di Budrio e Minerbio" (IT4050023).

## Società

### Evoluzione demografica
Abitanti censiti

### Etnie e minoranze straniere
Al 1 gennaio 2018 i cittadini stranieri residenti nel comune erano 1 677 e rappresentavano circa il 9,1% della popolazione. Di seguito sono riportati i gruppi più consistenti:
1. Romania, 461
2. Marocco, 252
3. Pakistan, 172
4. Moldavia, 111
5. Cina, 97
6. Ucraina, 89
7. Albania, 72
8. Tunisia, 72
9. Polonia, 49
10. Nigeria, 24

## Cultura

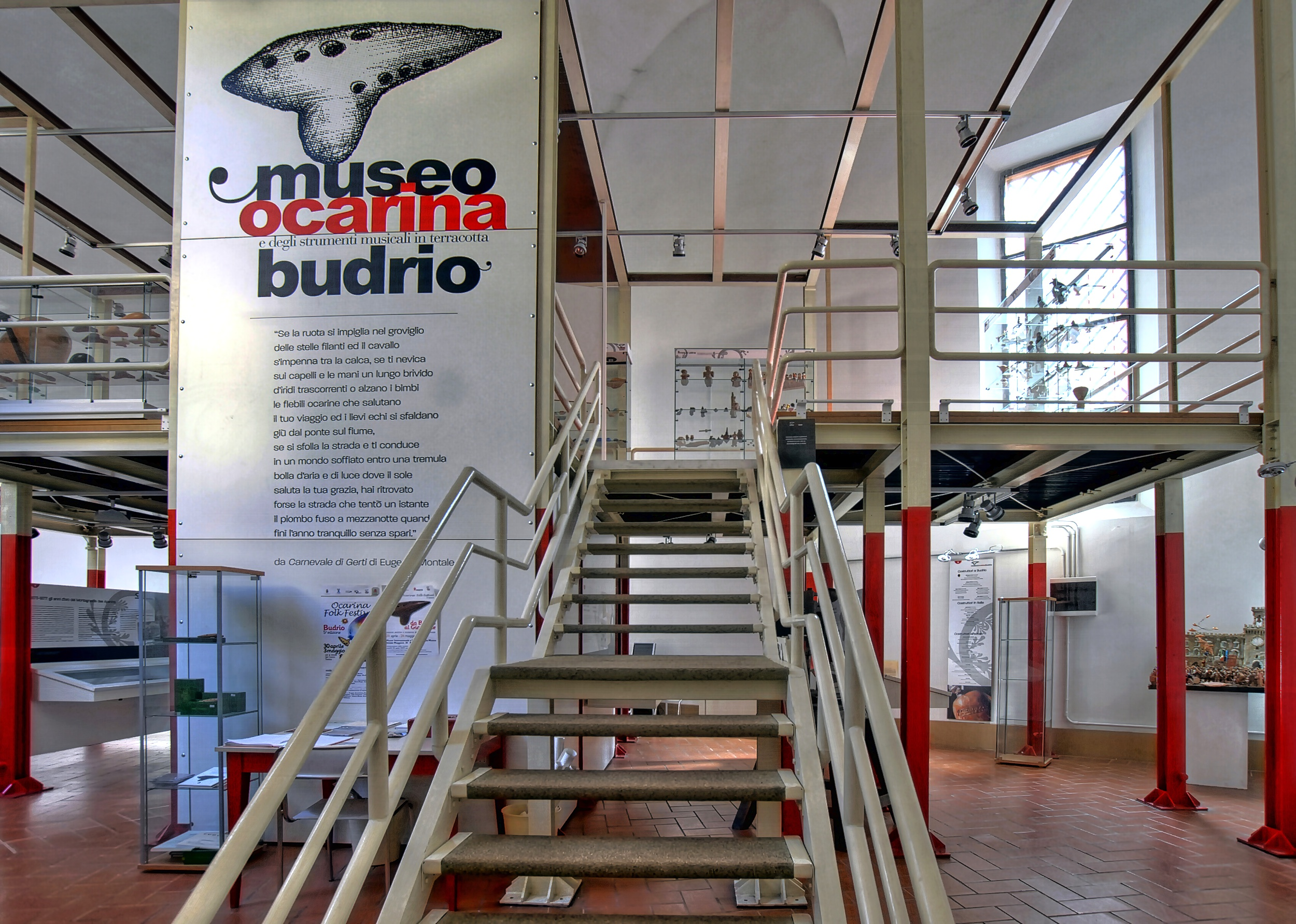
Museo dell'ocarina

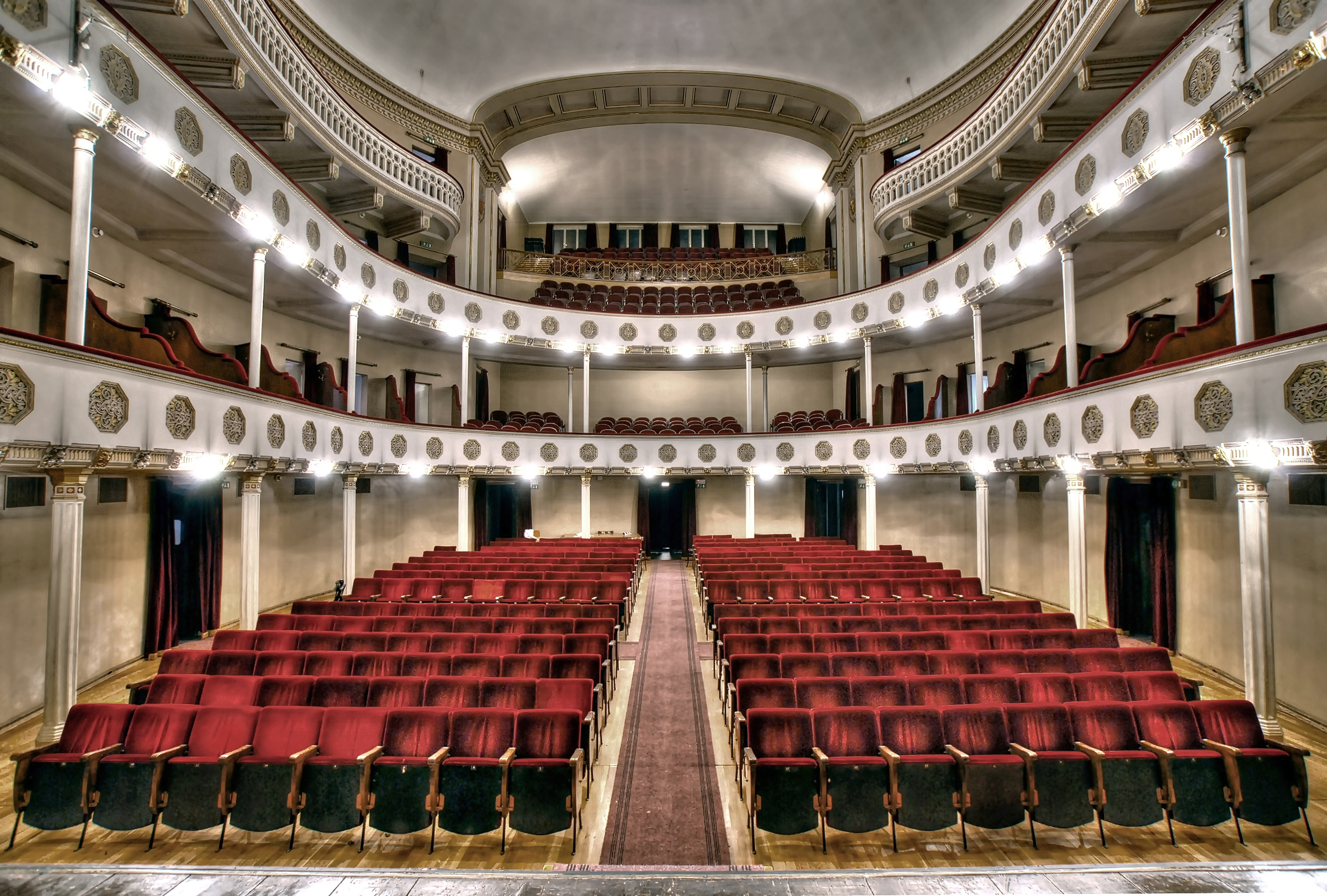
Interno del Teatro consorziale

### Musei
- Museo dell'ocarina e degli strumenti musicali in terracotta "Franco Ferri"[19]
- Museo civico archeologico e paleoambientale "Elsa Silvestri"[20]
- Pinacoteca civica "Domenico Inzaghi"[21], conservante quadri di Vitale da Bologna, Simone dei Crocifissi, Lavinia Fontana, Dosso Dossi, Mastelletta (Giovanni Andrea Donducci) e altri, nonché una cospicua collezione di disegni e incisioni, fra le quali ne spicca una del grande Albrecht Dürer.
- Museo dei burattini, con le collezioni "Zanella-Pasqualini", "Liliana e Marino Perani", "Alessandro Cervellati e Alberto Menarini"[22]
- Museo della Valle dell'Idice[23]
- Museo della patata[24], dedicato alla patata di Bologna DOP.
- Bottega del legno della famiglia Rapparini[25]

### Teatro
- Teatro consorziale, nato come teatro privato nel 1672[26] e situato nell'odierna Via Garibaldi.
- Biblioteca Comunale, intitolata ad Augusto Majani.

### Eventi
- Budrio Ocarina Festival. Budrio è la capitale internazionale dell'ocarina e dal 2009 si celebra questo strumento che viene da tradizione antica ma che è stato reinventato nel XIX secolo da Giuseppe Donati.[27][28][29][30]
- Primaveranda dal 23 aprile al 1º maggio.
- Agribù (nome della fiera d'autunno), solitamente il primo finesettimana di ottobre

## Infrastrutture e trasporti

### Strade
L'abitato di Budrio è servito da due principali direttrici stradali, corrispondenti alle strade provinciali 3 e 6.

### Ferrovie
Le stazioni ferroviarie di Budrio, Budrio Centro e Mezzolara sono poste lungo la ferrovia Bologna-Portomaggiore delle Ferrovie dell'Emilia-Romagna e sono servite dalle corse svolte da TrenitaliaTper nell'ambito del contratto di servizio stipulato con la Regione Emilia-Romagna.
Una diramazione di tale linea, che originava proprio da Budrio per collegare i centri di Medicina e Massa Lombarda, fu attiva dal 1887 al 1964.

### Mobilità urbana
Il servizio di trasporto pubblico a Budrio è garantito con autocorse suburbane svolte dalla società TPER e Autoguidovie.

## Amministrazione
| Primo cittadino        | Partito                 | Partito                            | Mandato          | Mandato          |
| Primo cittadino        | Partito                 | Partito                            | Inizio           | Fine             |
| ---------------------- | ----------------------- | ---------------------------------- | ---------------- | ---------------- |
| Bruno Faustini Fustini |                         | Partito Socialista Italiano        | 1956             | 1970             |
| Giorgio Roda           |                         | Partito Socialista Italiano        | 1970             | 1980             |
| Ferruccio Melloni      |                         | Partito Socialista Italiano        | 1980             | 1987             |
| Marco Negri            |                         | Partito Socialista Italiano        | 13 maggio 1987   | 25 luglio 1990   |
| Mara Salsini           |                         | Partito Socialista Italiano        | 25 luglio 1990   | 2 febbraio 1993  |
| Mario Volpe Prignano   | Commissario prefettizio | Commissario prefettizio            | 2 febbraio 1993  | 23 novembre 1993 |
| Gianfranco Celli       |                         | Partito Democratico della Sinistra | 23 novembre 1993 | 17 novembre 1997 |
| Gianfranco Celli       | 17 novembre 1997        | Partito Democratico della Sinistra | 28 maggio 2002   |                  |
| Carlo Castelli         |                         | L'Ulivo                            | 28 maggio 2002   | 28 maggio 2007   |
| Carlo Castelli         | 28 maggio 2007          | L'Ulivo                            | 22 maggio 2012   |                  |
| Giulio Pierini         |                         | Partito Democratico                | 22 maggio 2012   | 27 giugno 2017   |
| Maurizio Mazzanti      |                         | Lista civica                       | 27 giugno 2017   | 13 giugno 2022   |
| Debora Badiali         |                         | Partito Democratico                | 13 giugno 2022   | in carica        |

## Sport
La principale società sportiva del paese è la Pallacanestro Budrio, che svolge attività sportiva dal 1965.
I risultati agonistici più importanti della società sono stati: - nelle giovanili l'essere arrivati alle finali nazionali del campionato Allievi, nel 1972, a Busto Arsizio (7° società su 2500 circa da tutto il territorio nazionale);
e con la prima squadra l'essere arrivati in serie C1, ed avervi gareggiato per tre stagioni, sempre negli anni Settanta.
Attualmente la Pallacanestro Budrio milita nel campionato di Serie D Regionale.